# 沙勒维尔-梅济耶尔
沙勒维尔-梅济耶尔（法語：Charleville-Mézières，發音：[ʃaʁləvil mezjɛʁ] ⓘ），法国东北部城市，大东部大区阿登省的一个市镇，也是该省的省会，下辖沙勒维尔-梅济耶尔区，其市镇面积为31.44平方公里，2022年1月1日时人口数量为45,634人，是阿登省人口最多的市镇，在所有法国市镇中排名第141位。
沙勒维尔-梅济耶尔位于阿登省西部偏北，默兹河畔，该市成立于1966年，由包括沙勒维尔和梅济耶尔在内多个市镇合并而成，现为这一地区的政治、经济、文化中心，同时也是一个十字形的铁路枢纽。
沙勒维尔-梅济耶尔也因当地的木偶艺术而闻名。法国超现实主义文学家阿蒂尔·兰波出生于此。

## 地名来源
“沙勒维尔-梅济耶尔”一名包含了当地历史上的两座城市：其中“沙勒维尔”来源于“曼托瓦的夏尔一世”，“夏尔”即“沙勒”，而“维尔”则意为“城市”；“梅济耶尔”则来源于拉丁语单词，意为“牢固的城堡”。

## 历史

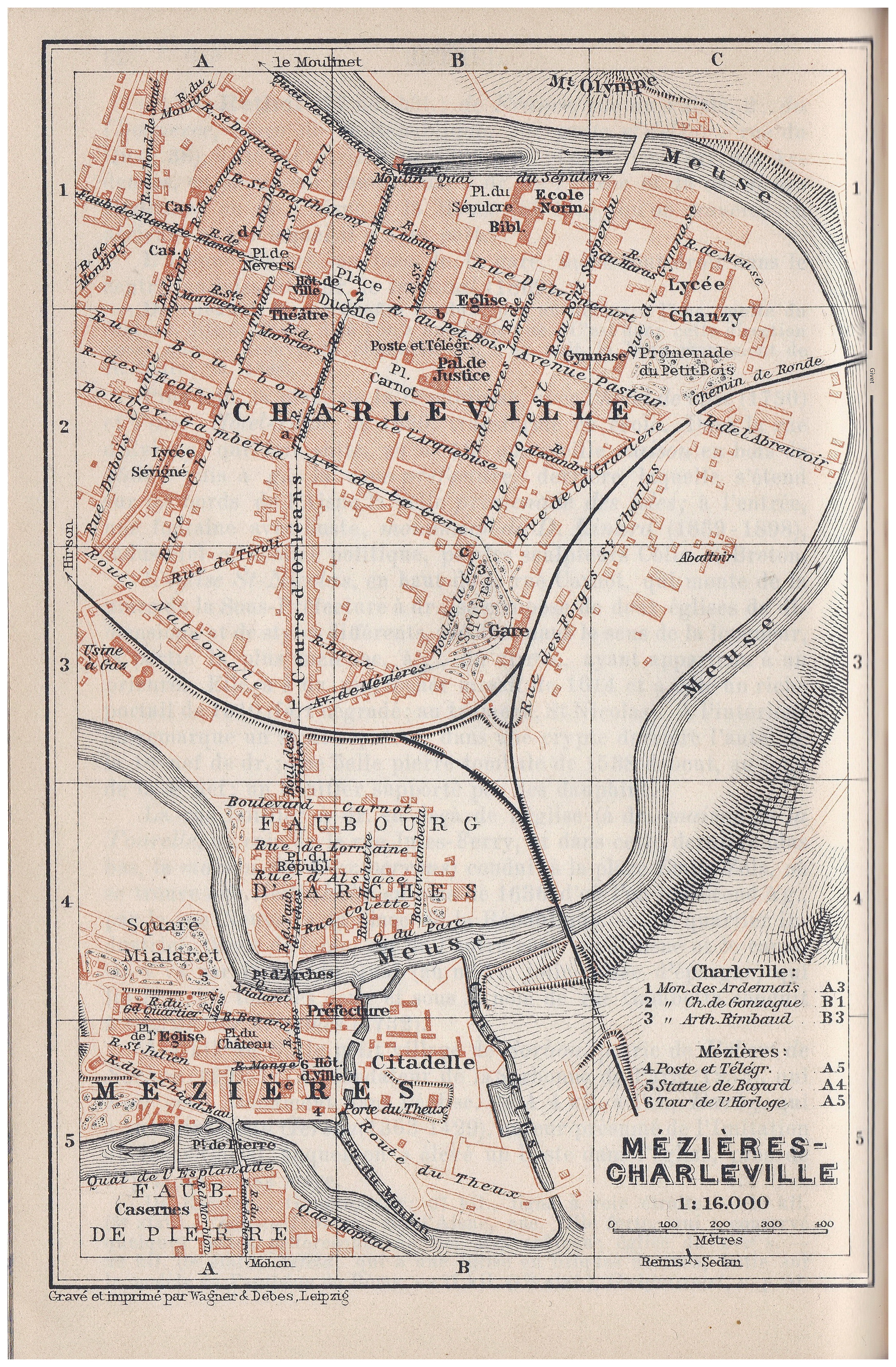
1908年的沙勒维尔（上）和梅济耶尔（下）

沙勒维尔-梅济耶尔由多个市镇合并而成：1965年，勒特整体并入梅济耶尔；1966年，梅济耶尔又与沙勒维尔、埃蒂永、蒙西圣皮埃尔和莫翁合并，新的市镇被命名为“沙勒维尔-梅济耶尔”。

### 沙勒维尔
沙勒维尔历史悠久，高卢-罗马时期就已形成集镇，被称为，后因洪水而逐渐衰落。17世纪初，公爵曼托瓦的夏尔一世建立阿尔什亲王国，定都沙勒维尔，兴建公爵广场，并将其建成了一座棋盘状的城市，此后逐渐发展成为于梅济耶尔其名的商业集镇。

### 梅济耶尔
梅济耶尔建成于公元9世纪末，位于默兹河一处曲流内部，南北两侧被河水包围，位置易守难攻。中世纪后期逐渐成为重要的商业集镇，并被历代法兰西国王设为边境要塞，法国大革命结束后，梅济耶尔成为阿登省的省会。

### 其它市镇
勒特成立于1872年，此前为梅济耶尔境内的一个村落，1965年重新与梅济耶尔合并。
莫翁位于梅济耶尔以南，默兹河左岸，工业革命时期成为铁路枢纽，并出现大型莫翁铁路整备场。
埃蒂永和蒙西圣皮埃尔分别位于沙勒维尔西北部和北部，历史上均长期为普通村落。

## 地理

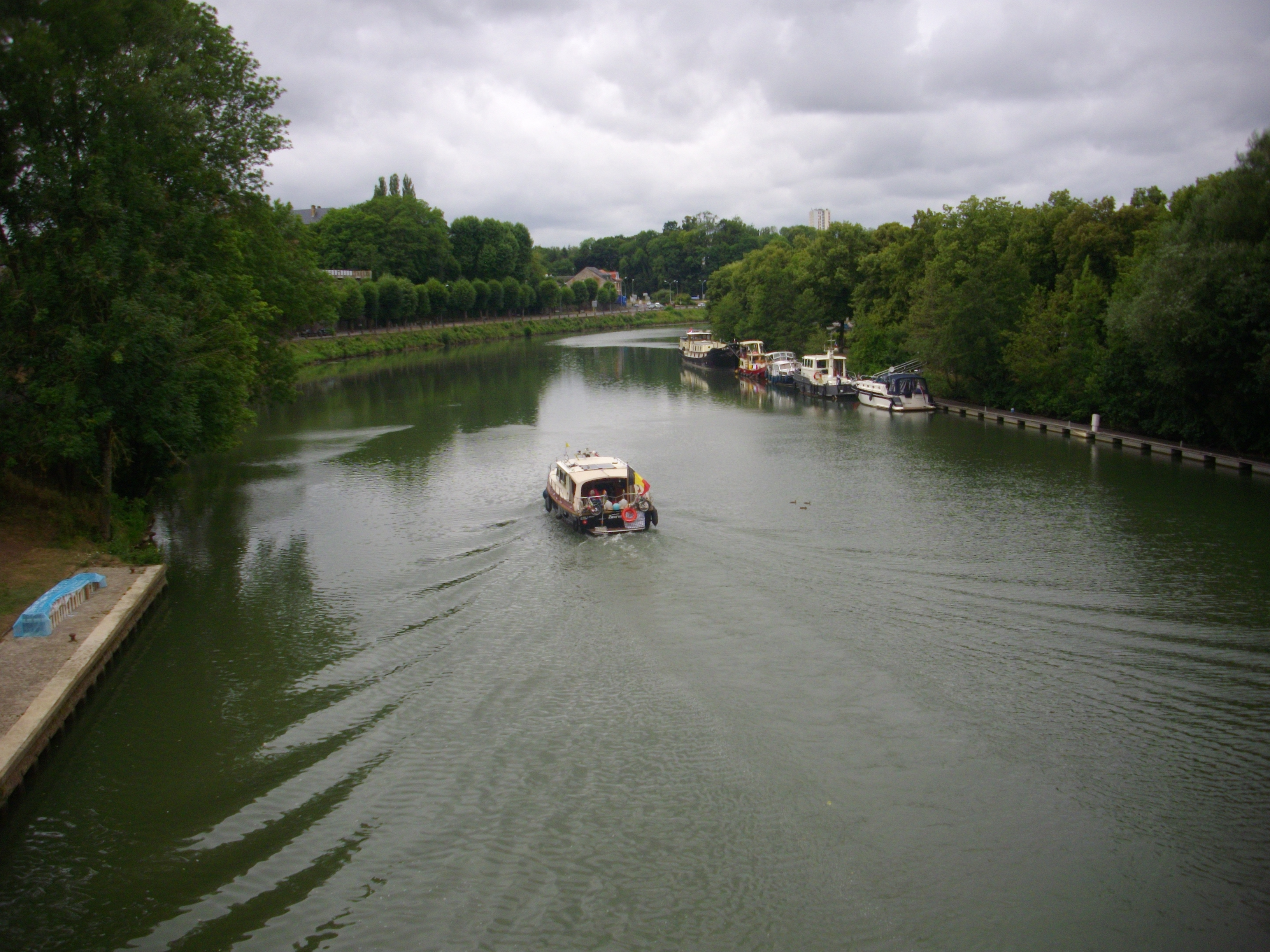
默兹河沙勒维尔段

沙勒维尔-梅济耶尔位于法国东北部，大东部大区西北部和阿登省西部偏北，距离大区首府斯特拉斯堡大约320公里。与沙勒维尔-梅济耶尔接壤的市镇包括：艾格勒蒙、默兹河畔博尼、达穆济、拉弗朗什维尔、拉格朗维尔、蒙西圣母村、努宗维尔、普里莱梅济耶尔、圣洛朗、维莱-瑟默斯、瓦尔克。

### 地形
沙勒维尔-梅济耶尔位于阿登高原南部边缘，地势北高南低，市区内相对平坦，郊区则多为丘陵，全境海拔在133到323米之间。

### 水文
默兹河自南向北按照两个连续的“S”型穿过市区，平均宽度超过50米。沙勒维尔-梅济耶尔是默兹河在法国境内流经的唯一一座省会城市，因河道弯曲，该地历史上多处发生内涝灾害。

### 气候
沙勒维尔-梅济耶尔在柯本气候分类法中属于温带海洋性气候，因距离海岸线偏远，故又具有一定的大陆性特征。
沙勒维尔-梅济耶尔境内设有气象站，以下为该气象站的数据：
| 沙勒维尔-梅济耶尔1981年－2019年 | 沙勒维尔-梅济耶尔1981年－2019年 | 沙勒维尔-梅济耶尔1981年－2019年 | 沙勒维尔-梅济耶尔1981年－2019年 | 沙勒维尔-梅济耶尔1981年－2019年 | 沙勒维尔-梅济耶尔1981年－2019年 | 沙勒维尔-梅济耶尔1981年－2019年 | 沙勒维尔-梅济耶尔1981年－2019年 | 沙勒维尔-梅济耶尔1981年－2019年 | 沙勒维尔-梅济耶尔1981年－2019年 | 沙勒维尔-梅济耶尔1981年－2019年 | 沙勒维尔-梅济耶尔1981年－2019年 | 沙勒维尔-梅济耶尔1981年－2019年 | 沙勒维尔-梅济耶尔1981年－2019年 |
| 月份                            | 1月                             | 2月                             | 3月                             | 4月                             | 5月                             | 6月                             | 7月                             | 8月                             | 9月                             | 10月                            | 11月                            | 12月                            | 全年                            |
| ------------------------------- | ------------------------------- | ------------------------------- | ------------------------------- | ------------------------------- | ------------------------------- | ------------------------------- | ------------------------------- | ------------------------------- | ------------------------------- | ------------------------------- | ------------------------------- | ------------------------------- | ------------------------------- |
| 历史最高温 °C（°F）             | 15 (59)                         | 21.7 (71.1)                     | 25.1 (77.2)                     | 28.1 (82.6)                     | 31.2 (88.2)                     | 34.9 (94.8)                     | 39.2 (102.6)                    | 37 (99)                         | 31.9 (89.4)                     | 27.7 (81.9)                     | 19.9 (67.8)                     | 15.6 (60.1)                     | 39.2 (102.6)                    |
| 平均高温 °C（°F）               | 5.4 (41.7)                      | 7 (45)                          | 11 (52)                         | 14.6 (58.3)                     | 18.8 (65.8)                     | 21.5 (70.7)                     | 23.7 (74.7)                     | 23.6 (74.5)                     | 19.4 (66.9)                     | 14.8 (58.6)                     | 9 (48)                          | 5.4 (41.7)                      | 14.5 (58.1)                     |
| 日均气温 °C（°F）               | 2.4 (36.3)                      | 3.2 (37.8)                      | 6.1 (43.0)                      | 8.6 (47.5)                      | 12.7 (54.9)                     | 15.6 (60.1)                     | 17.7 (63.9)                     | 17.3 (63.1)                     | 13.7 (56.7)                     | 10.1 (50.2)                     | 5.7 (42.3)                      | 2.6 (36.7)                      | 9.6 (49.3)                      |
| 平均低温 °C（°F）               | −0.6 (30.9)                     | −0.7 (30.7)                     | 1.2 (34.2)                      | 2.7 (36.9)                      | 6.6 (43.9)                      | 9.7 (49.5)                      | 11.6 (52.9)                     | 11.1 (52.0)                     | 8 (46)                          | 5.5 (41.9)                      | 2.5 (36.5)                      | −0.2 (31.6)                     | 4.8 (40.6)                      |
| 历史最低温 °C（°F）             | −17.5 (0.5)                     | −16.7 (1.9)                     | −13.8 (7.2)                     | −8.5 (16.7)                     | −4.4 (24.1)                     | −2.4 (27.7)                     | 1.7 (35.1)                      | 0.4 (32.7)                      | −3.4 (25.9)                     | −7.8 (18.0)                     | −11.8 (10.8)                    | −16.4 (2.5)                     | −17.5 (0.5)                     |
| 平均降水量 mm（）               | 100.9 (3.97)                    | 86.1 (3.39)                     | 71.8 (2.83)                     | 60.4 (2.38)                     | 64.3 (2.53)                     | 61.5 (2.42)                     | 77.9 (3.07)                     | 76 (3.0)                        | 63.4 (2.50)                     | 79.2 (3.12)                     | 89.2 (3.51)                     | 111.9 (4.41)                    | 942.6 (37.11)                   |
| 月均日照時數                    | 53.6                            | 66.5                            | 118.5                           | 163.5                           | 186.6                           | 195.2                           | 206.3                           | 196.9                           | 143.5                           | 97.2                            | 45.6                            | 42.6                            | 1,516                           |
| 来源：infoclimat.fr             |                                 |                                 |                                 |                                 |                                 |                                 |                                 |                                 |                                 |                                 |                                 |                                 |                                 |

## 行政区划
沙勒维尔-梅济耶尔是法国大东部大区阿登省的一个市镇，编号为08105，它也是阿登省的省会。沙勒维尔-梅济耶尔下辖沙勒维尔-梅济耶尔区，管理沙勒维尔-梅济耶尔第一县、第二县、第三县和第四县，同时也是阿登都会城市圈公共社区的办公驻地。
法国国家统计与经济研究所（简称）在进行数据统计时，将沙勒维尔-梅济耶尔及相邻的另外7个市镇设为沙勒维尔-梅济耶尔城市核心区，并将包括核心区在内的周边共103个市镇划为沙勒维尔-梅济耶尔城市区。同时，还将沙勒维尔-梅济耶尔市镇分为了21个“块区”（IRIS），以便于统计人口分布情况。

## 交通

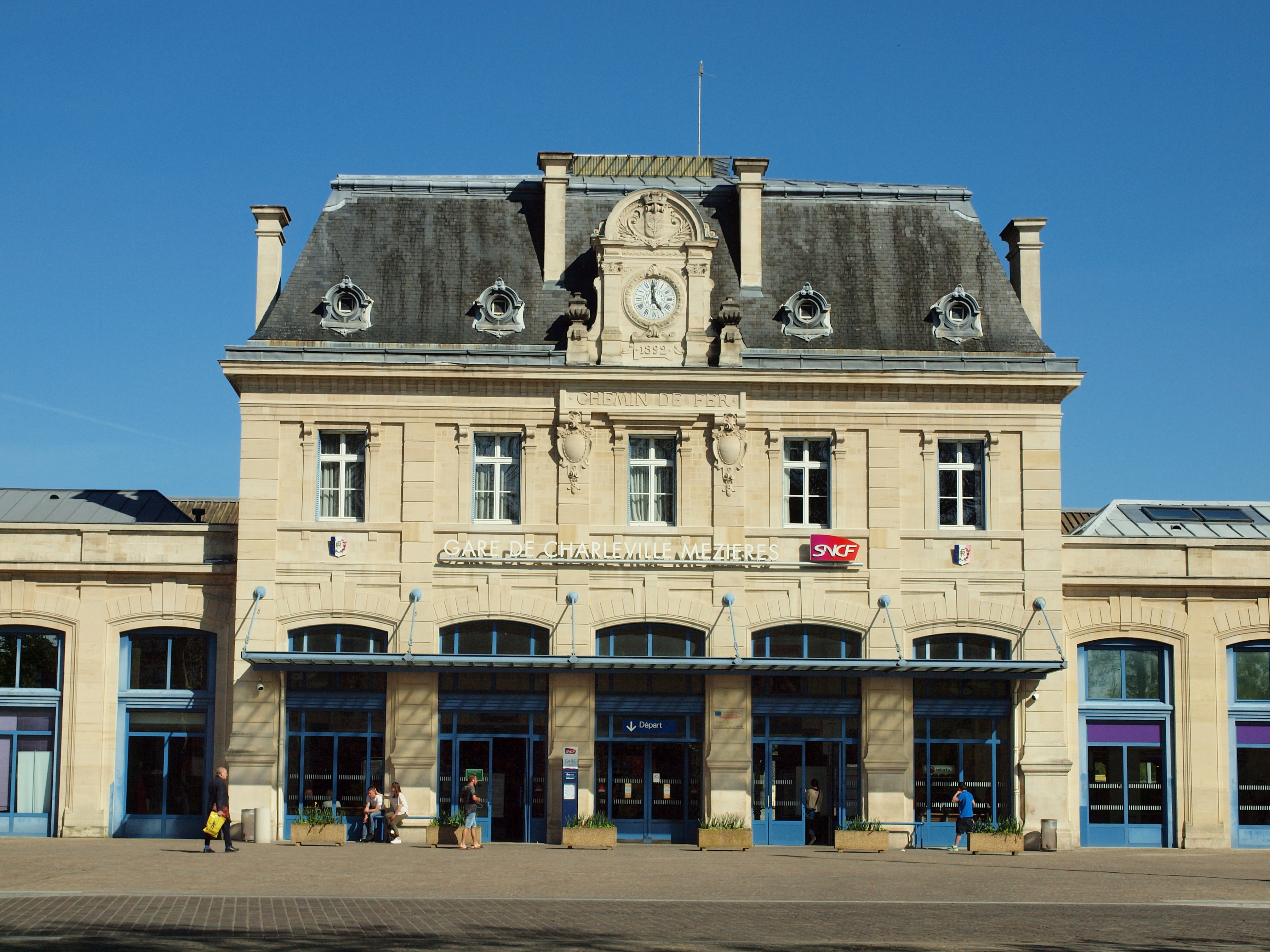
沙勒维尔-梅济耶尔火车站

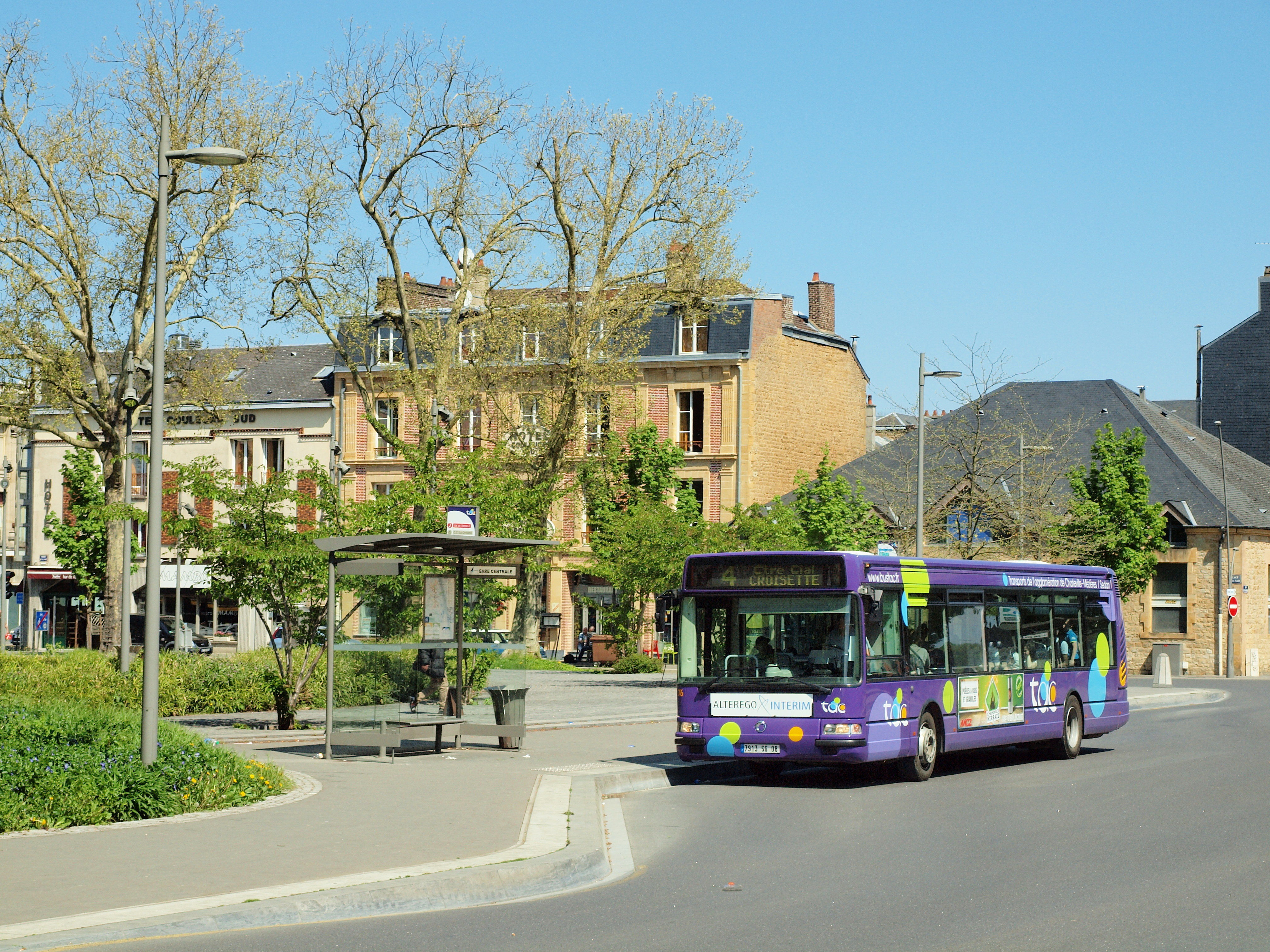
沙勒维尔-梅济耶尔公交

### 公路
法国A34高速公路、国道N43线以及多条阿登省省道在沙勒维尔-梅济耶尔境内交汇，大东部大区公共交通提供可前往周边部分市镇的校车线路有校车线路可前往周边部分市镇。
2016年，61.3%的沙勒维尔-梅济耶尔家庭拥有至少一辆的私人汽车。同年，沙勒维尔-梅济耶尔境内共发生各类交通事故25起，造成2人遇难，29人受伤。

### 铁路
沙勒维尔-梅济耶尔位于苏瓦松－日韦铁路、莫翁－蒂永维尔铁路和利亚尔－图尔讷铁路的交汇处，是一个区域性的铁路枢纽，沙勒维尔-梅济耶尔站位于市区中部，该站每天开行一至两班直达巴黎的高速列车，同时开行前往兰斯、色当/隆维/蒂永维尔、日韦和伊尔松/里尔四个方向的区域列车。

### 航空
距离沙勒维尔-梅济耶尔最近的民用航空站为卢森堡机场和布鲁塞尔南部-沙勒罗瓦机场，距离沙勒维尔-梅济耶尔市中心的车程均在2小时以内。

### 城市公共交通
沙勒维尔-梅济耶尔城市公共交通（商业名称为）是当地的城市公共交通系统，由RATP Dev负责运营，截至2020年5月，该系统共包含6条市区公交线路和16条郊区线路，路网覆盖了阿登都会城市圈公共社区内的所有市镇。

## 政治

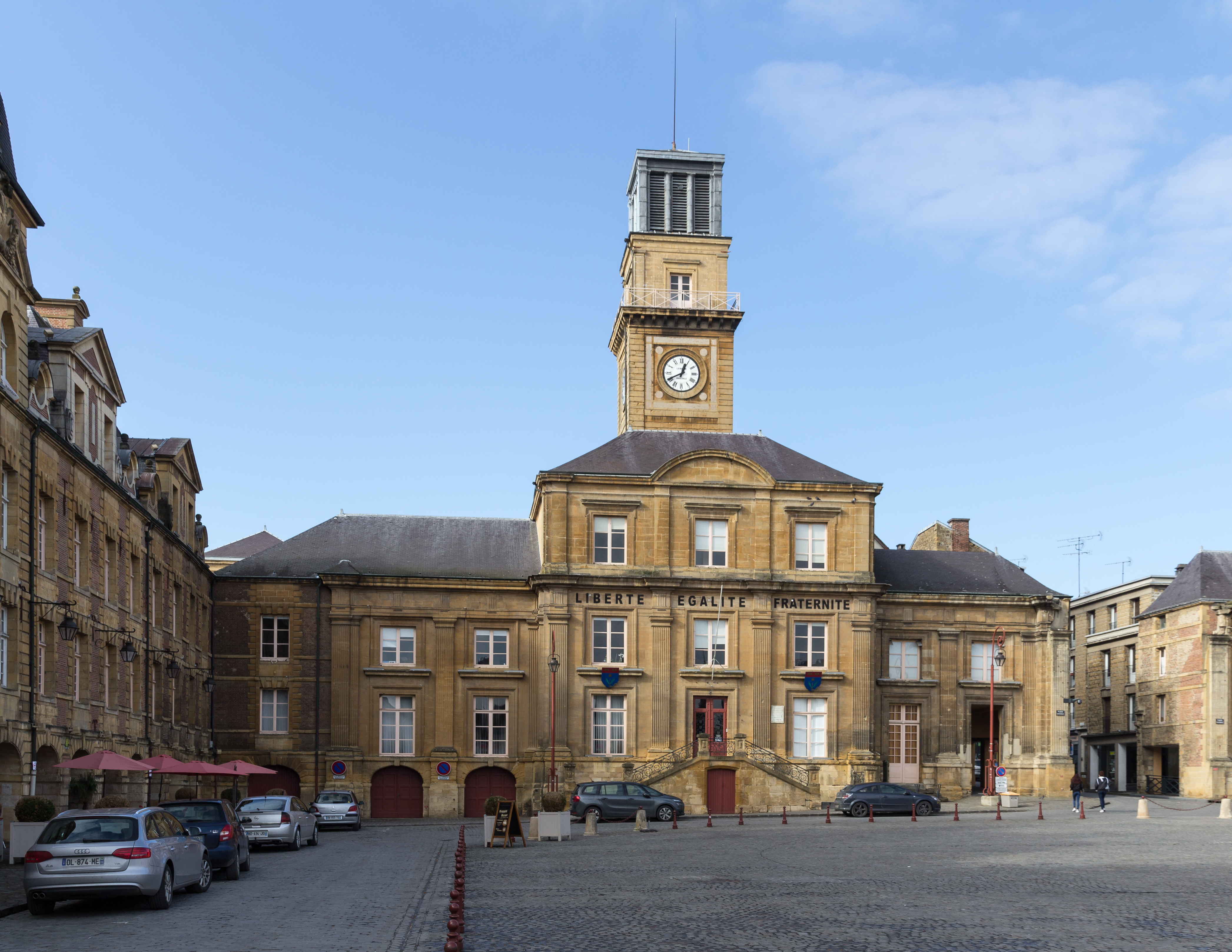
沙勒维尔-梅济耶尔市政厅

沙勒维尔-梅济耶尔的现任市长为鲍里斯·拉维尼翁先生（Boris Ravignon），他是共和党的一名成员，在2014年的市政选举中获得了54.94%的支持率，在2020年的市政选举首轮投票中即获得77.61%的支持率，实现连任。
在2017年的法国总统大选中，法国第25任总统埃马纽埃尔·马克龙在沙勒维尔-梅济耶尔获得了62.95%的支持率。
| 沙勒维尔-梅济耶尔历届市长 |                 |                             |
| 任期                      | 市长            | 党派                        |
| 1966年－1977年            | 安德烈·勒邦     | PS社会党                    |
| 1977年－1980年            | 让·德洛特       | PS社会党                    |
| 1980年－1998年            | 罗歇·马斯       | PS社会党 →DVG左翼无党派人士 |
| 1998年－2001年            | 路易·奥布安     | DVG左翼无党派人士           |
| 2001年－2013年            | 克洛迪娜·勒杜   | PS社会党                    |
| 2013年－2014年            | 菲利普·帕亚     | PS社会党                    |
| 2014年－                  | 鲍里斯·拉维尼翁 | LR共和黨                    |

## 人口
2017年，沙勒维尔-梅济耶尔市镇人口数量为46,428，在法国排名第141位。其中男性22,131人，女性24,551人，75岁及以上人口占9.7%，外籍人口数量为3,007人，人口密度为1,477人/平方公里，当地居民被称为（男性）或（女性）。2018年，沙勒维尔-梅济耶尔境内出生493人，死亡人口545人。
| 年份   | 1968   | 1975   | 1982   | 1990   | 1999   | 2006   | 2011   | 2016   | 2017   |
| ------ | ------ | ------ | ------ | ------ | ------ | ------ | ------ | ------ | ------ |
| 人口數 | 55,543 | 60,176 | 58,667 | 57,008 | 55,490 | 51,997 | 49,433 | 46,682 | 46,428 |

## 经济
沙勒维尔-梅济耶尔历史上为一个重要的能源转运站，其东西两侧分别连接北部-加来海峡和阿尔萨斯-洛林两大梅铁生产基地，现代则为一个区域性的工商业城市，机械制造、冶金及服务业为当地的主要经济支柱。

## 财政
2018年，沙勒维尔-梅济耶尔的财政收入总额为64,995,500欧元，财政支出总额为59,965,000欧元，当年的债务总额为73,317,600欧元。
2015年，沙勒维尔-梅济耶尔的人均收入总额为2,407欧元，其中高职人员为4,113欧元，普通职员为1,803欧元。
2017年，沙勒维尔-梅济耶尔境内的青壮年（15至64岁）失业率为23.8%，当地34.1%的家庭拥有纳税资格。

## 社会事务

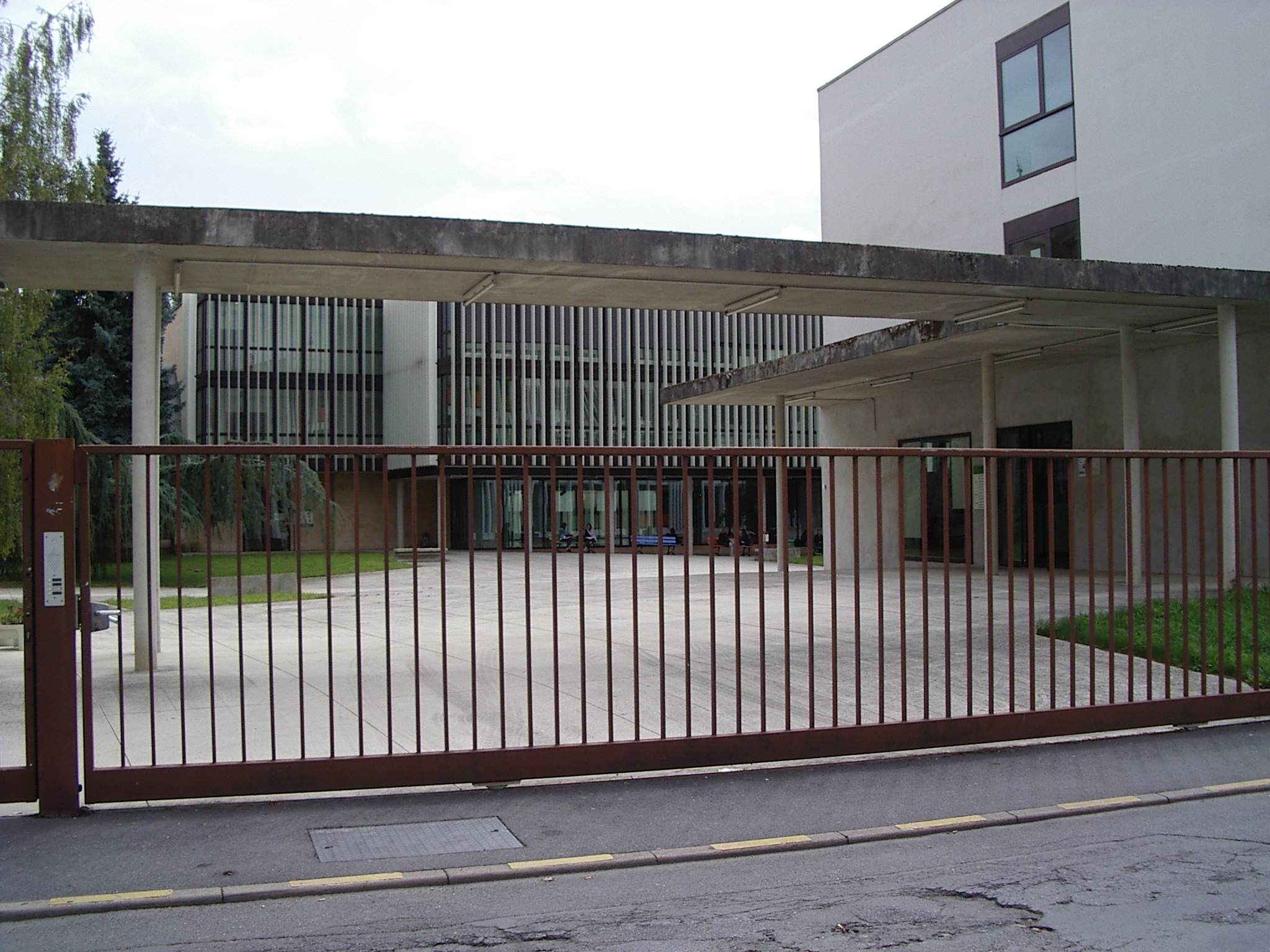
塞维涅高级中学

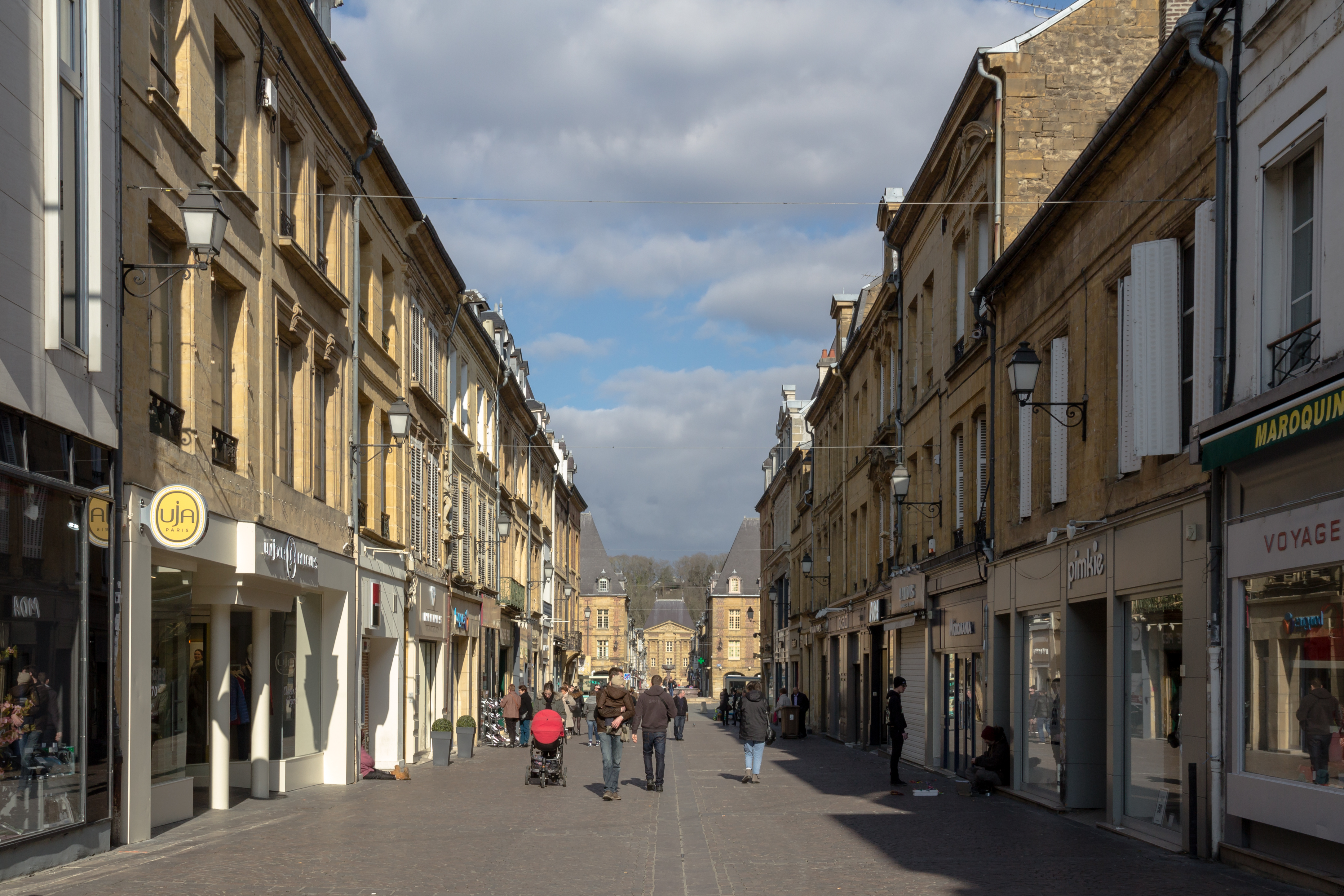
沙勒维尔-梅济耶尔市中心的共和国街

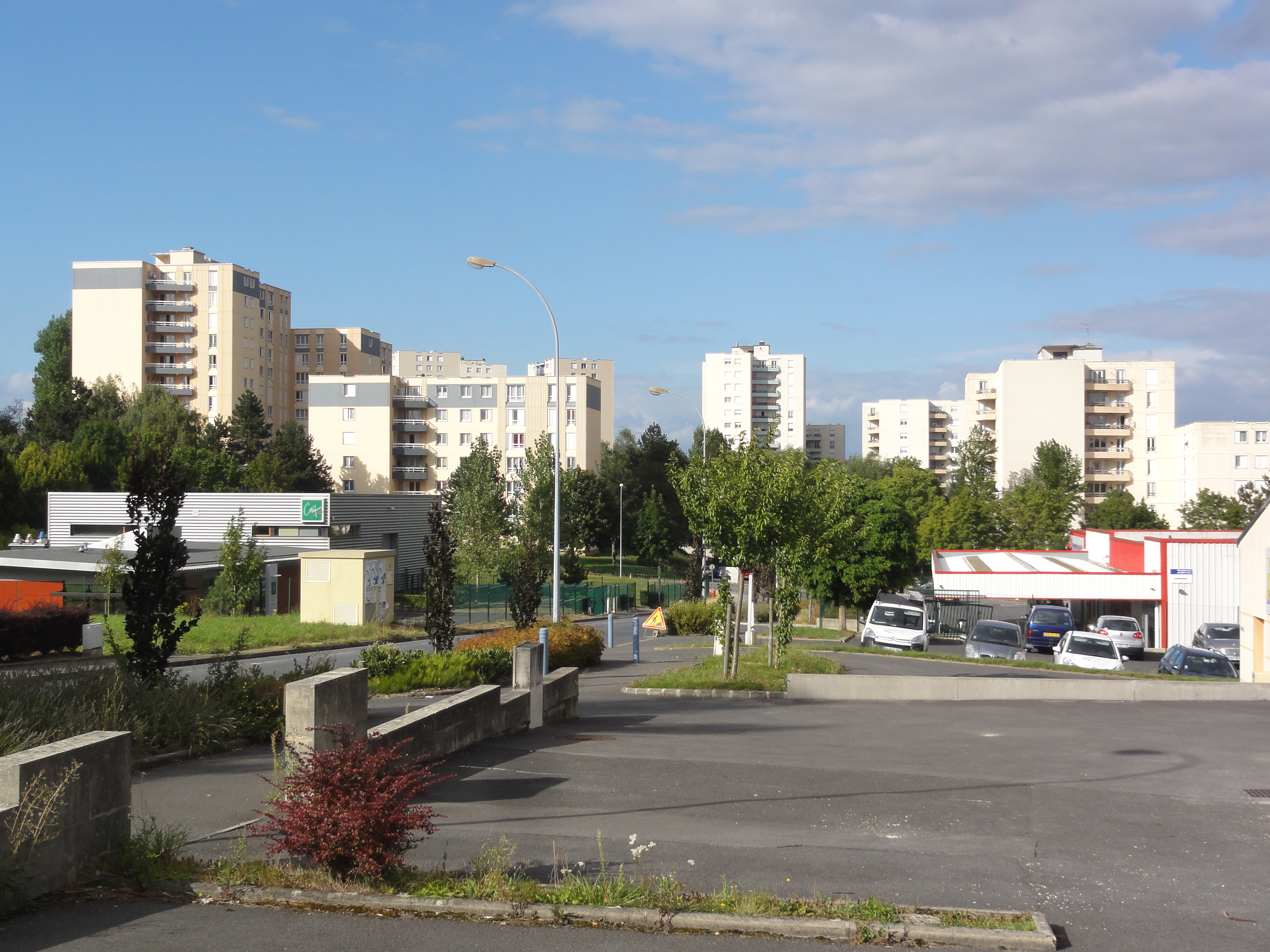
沙勒维尔-梅济耶尔的现代居民区

### 教育
沙勒维尔-梅济耶尔属于兰斯学区。截止2018年1月1日，沙勒维尔-梅济耶尔境内共有8所幼儿园、24所小学、10所初级中学、5所普通高中和2所职业高中。2018至2019学年度，沙勒维尔-梅济耶尔境内共有在校中小学生7,217名。
在高等教育方面，兰斯-香槟-阿登大学在沙勒维尔-梅济耶尔设有一个校区，成立于2019年，该校的部分专业及下属的一个应用技术学院在此授课。
由法国文化部建立的国际木偶学院是当地的一个艺术培训中心。

### 医疗
截止2019年1月1日，沙勒维尔-梅济耶尔境内共有全科医生52名、保健师60名、牙医41名、护士81名、耳科医生3名、眼科医生7名、皮肤科医生6名、助产士5名、儿科医生3名和妇科医生1名。境内共有药房24家、养老院11家、残疾人帮扶中心6家。
沙勒维尔-梅济耶尔中心医院（Centre Hospitalier de Charleville-Mézières）位于沙勒维尔-梅济耶尔市区，其主病区被称为“曼彻斯特医院”（Hôpital Manchester），是当地规模最大的公立综合性医院。

### 住房
2017年，沙勒维尔-梅济耶尔境内共有各类住房26,034套，其中33%为独立式居民区，主要分布于市区中西部和北部；66.4%为集中式居民区，主要分布于市区南部。常住房屋占沙勒维尔-梅济耶尔市镇范围内居民建筑总量的78.1%。

### 商业
2018年，沙勒维尔-梅济耶尔境内共有各类实体商铺1,169家，其中餐厅217家、大型超市16家、杂货店24家、面包房46家、肉铺19家、书店19家、装饰品店3家、银行门店32家、美容美发店77家、汽车维修店60家。市区南部建有大型开放式商业街区。

### 体育
2018年，沙勒维尔-梅济耶尔境内共有3家游泳池、17间健身房、6座综合体育场、1处马术场、11处足球或橄榄球场以及6处篮球或排球场。
沙勒维尔-讷夫马尼勒-艾格勒蒙足球俱乐部（Olympique Charleville Neufmanil Aiglemont）是当地的一支足球队，2019至2020赛季参加区域性的足球联赛。

### 环境
沙勒维尔-梅济耶尔的环境事务由其所属的公共社区负责。2017年，沙勒维尔-梅济耶尔境内共有9家污染企业。

### 治安
2018年，沙勒维尔-梅济耶尔市镇范围内有1处派出所。
2014年，沙勒维尔-梅济耶尔及附近地区共发生各类案件3,797起，其中盗窃类案件2,114起，经济类案件428起，毒品交易类案件258起。

## 文化

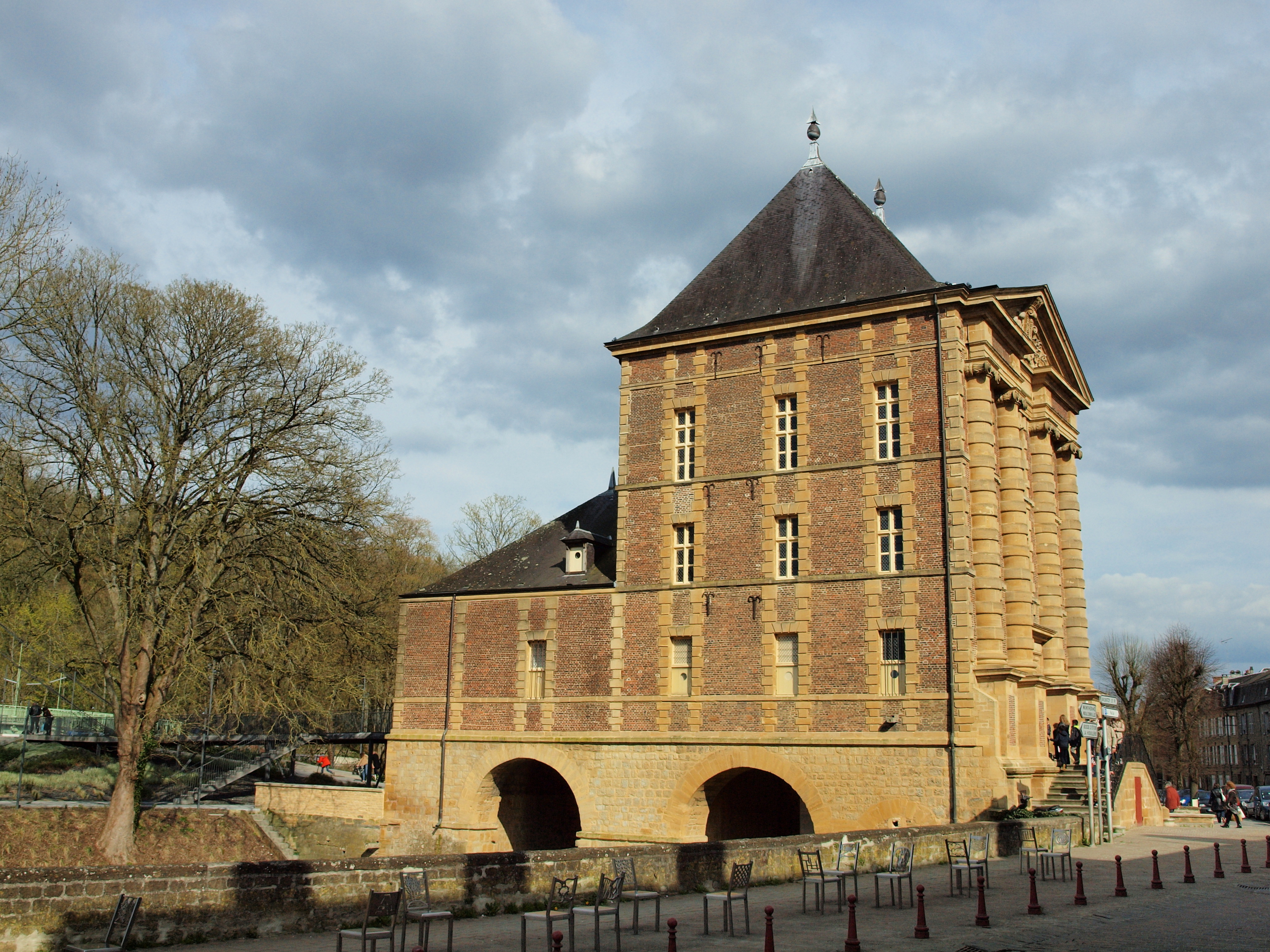
兰波博物馆

2018年，沙勒维尔-梅济耶尔境内共有2个剧场、1个电影院、3个博物馆和1个音乐厅。阿登博物馆和兰波博物馆是当地的主要文化设施。

### 木偶
沙勒维尔-梅济耶尔因木偶艺术而闻名，被称为“木偶之都”（capital de la marionette），当地每年举办木偶艺术节，并开办有相关的培训学校。

### 建筑
沙勒维尔-梅济耶尔境内有多处法国国家文物保护单位，其中梅济耶尔圣母圣殿和沙勒维尔-梅济耶尔圣勒彌爵堂为当地的代表性建筑物，公爵广场则为沙勒维尔的城市的几何中心。

### 旅游
2020年，沙勒维尔-梅济耶尔境内共有12个宾馆共计417间房间，另有1个露营地，可容纳共121辆露营车。

### 媒体
法国主要的媒体均可在沙勒维尔-梅济耶尔接收，法国电视三台下属的大东部大区频道在部分时段播出沙勒维尔-梅济耶尔所属区域的地方新闻。

## 相关人物
法国超现实主义文学家阿蒂尔·兰波出生于沙勒维尔-梅济耶尔。

## 对外交流
截至2020年5月，沙勒维尔-梅济耶尔共与6座城市互为友好城市关系，另有两座合作交流城市：

| - 法國 讷韦尔 - 義大利 曼托瓦 - 德国 迪爾門 - 德国 奧伊斯基興 - 德国 诺德豪森 - 西班牙 托洛萨 | - 日本 飯田市 - 衣索比亞 哈勒尔 |